# Paratropis
Paratropis là một chi nhện trong họ Paratropididae.

## Các loài
- Paratropis papilligera F. O. P.-Cambridge, 1896 (Brazil)
- Paratropis tuxtlensis Valdez-Mondragón, Mendoza & Francke, 2014 (Mexico)[4]
- Paratropis sanguinea Mello-Leitão, 1923 (Brazil)
- Paratropis scruposa Simon, 1889 (Peru)
- Paratropis seminermis Caporiacco, 1955 (Venezuela)